# Mark McElroy
Mark McElroy (* 16. Oktober 1906 in Cleveland, Ohio; † 14. Dezember 1981) war ein US-amerikanischer Jurist und Politiker (Demokratischen Partei). Er saß in der Ohio General Assembly und war von 1959 bis 1963 Attorney General von Ohio.

## Werdegang
Mark McElroy besuchte die Schulen in Cleveland und das Kenyon College in Gambier (Ohio), wo er neun Letters in Football, Baseball und Basketball gewann. Er war 1930 Kapitän und Quarterback im Kenyon Lords Football Team. Nach seinem Abschluss studierte McElroy Jura an der Case Western Reserve University School of Law, wo er 1934 graduierte. Unmittelbar nach seinem Abschluss am College kandidierte er erfolglos für einen Sitz im Repräsentantenhaus von Ohio. Er war aktiv in der Demokratischen Partei tätig. Er bekleidete den Posten als Ward Leader, war Precinct Committeeman und saß im County Executive Committee. Vor seiner Wahl zum Attorney General von Ohio saß McElroy im Repräsentantenhaus und Senat von Ohio sowie im Stadtrat von Cleveland. Ferner focht er erfolglos die Wahl von Anthony J. Celebrezze zum Bürgermeister von Cleveland an. 1958 wurde McElroy zum Attorney General gewählt und bekleidete den Posten eine vierjährige Amtszeit lang.
McElroy heiratete um 1956 Marie Niznol.